# Сьвентно (Великопольське воєводство)
Сьвентно (пол. Świętno, нім. Schwenten) — село в Польщі, у гміні Вольштин Вольштинського повіту Великопольського воєводства.
Населення — 1093 особи (2011).
У 1975-1998 роках село належало до Зеленоґурського воєводства.

## Демографія
Демографічна структура станом на 31 березня 2011 року:
|          | Загалом | Допрацездатний вік | Працездатний вік | Постпрацездатний вік |
| -------- | ------- | ------------------ | ---------------- | -------------------- |
| Чоловіки | 548     | 132                | 379              | 37                   |
| Жінки    | 545     | 129                | 320              | 96                   |
| Разом    | 1093    | 261                | 699              | 133                  |